# Nowoprochladnoje
Nowoprochladnoje (russisch Новопрохладное) ist ein Dorf (selo) in Südrussland. Es gehört zur Republik Adygeja und hat 121 Einwohner (Stand 2019). Im Ort gibt es 5 Straßen. Das Dorf wurde 1864 gegründet.

## Geographie
Das Dorf liegt im Sachrai-Tal, 16 km vom Dorf Dachovskaja entfernt. Nowoprochladnoje liegt im Tal des Flusses Sakhray, 54 km südlich von Tulski (dem Verwaltungszentrum des Bezirks) auf der Straße. Merkulajewka ist die nächstgelegene ländliche Ortschaft.